# Vegas (Doja Cat)
Vegas è un singolo della cantante statunitense Doja Cat, pubblicato il 6 maggio 2022 come primo estratto dalla colonna sonora Elvis (Original Motion Picture Soundtrack).

## Descrizione
Il brano presenta un campionamento di Hound Dog, canzone originariamente interpretata da Big Mama Thornton nel 1952 e portata poi al successo da Freddie Bell and The Bell Boys (1955) è poi successivamente da Elvis Presley nel 1956.

## Promozione
Il 17 aprile 2022 l'artista ha eseguito Vegas per la prima volta dal vivo durante il Coachella.

## Video musicale
Il video musicale, diretto da Child, è stato reso disponibile il 3 giugno 2022 e vede la partecipazione di Shonka Dukureh, l'interprete di Big Mama Thornton nel film.

## Tracce
Testi e musiche di Amala Zandile Dlamini, David Sprecher, Jerry Leiber/Mike Stoller e Rogét Chahayed.
1. Vegas – 3:02

## Successo commerciale
Vegas ha raggiunto la top ten della Billboard Hot 100 nella pubblicazione del 22 ottobre 2022, approdando al 10º posto con 48,5 milioni di ascolti radiofonici, 8 milioni di stream e 2 000 download digitali, divenendo in questo modo la sesta canzone dell'artista a varcare la regione.

## Classifiche

### Classifiche settimanali
| Classifica (2022-23) | Posizione massima |
| -------------------- | ----------------- |
| Australia            | 4                 |
| Canada               | 14                |
| Estonia              | 44                |
| Grecia               | 22                |
| Irlanda              | 15                |
| Islanda              | 18                |
| Lituania             | 15                |
| Nuova Zelanda        | 3                 |
| Portogallo           | 100               |
| Regno Unito          | 24                |
| Romania              | 5                 |
| Stati Uniti          | 10                |
| Sudafrica            | 18                |
| Svizzera             | 93                |

### Classifiche di fine anno
| Classifica (2022) | Posizione |
| ----------------- | --------- |
| Australia         | 33        |
| Canada            | 38        |
| Nuova Zelanda     | 32        |
| Stati Uniti       | 47        |